# 1st Regiment Royal Horse Artillery
Le 1st Regiment Royal Horse Artillery est un régiment de la Royal Horse Artillery au sein de l'Armée de terre britannique. Il sert actuellement en tant que régiment blindé d'artillerie de campagne et est situé à Tidworth.

## Historique
- 1er septembre 1914, Combat de Néry (de)